# SONS
SONS is een Belgische garagerock-band.

## Geschiedenis
De vaders van de bandleden waren met elkaar bevriend, waardoor voor de naam SONS ('zonen') is gekozen. De band was begin 2018 een van de drie eindwinnaars in de talentenwedstrijd De Nieuwe Lichting van Studio Brussel. SONS was in 2018 te zien op diverse festivalpodia, waaronder Rock Werchter, en sloot het jaar af met een uitverkochte clubtour. Op 19 april 2019 verscheen hun eerste lp Family Dinner. Alle singles van dit album waren nummer één-hits in de StuBru top-30 (De Afrekening).  In 2019 trad SONS onder andere op tijdens Pukkelpop.

## Bezetting
- Robin Borghgraef - zang en gitaar
- Jens De Ruyte - basgitaar en zang
- Arno De Ruyte - gitaar
- Thomas Pultyn - drums

## Discografie

### Albums
- 2019 - Family Dinner
- 2022 - Sweet Boy

### Singles
- 2018 - Ricochet
- 2018 - Tube Spit
- 2019 - Naughty
- 2019 - Waiting On My Own
- 2019 - I Need A Gun
- 2022 - Nothing